# Ephyrodes quatiens
Ephyrodes quatiens là một loài bướm đêm trong họ Erebidae.